# Territoire du Michigan

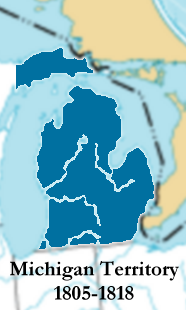
Le territoire du Michigan tel que définit par la loi du 11 janvier 1805.

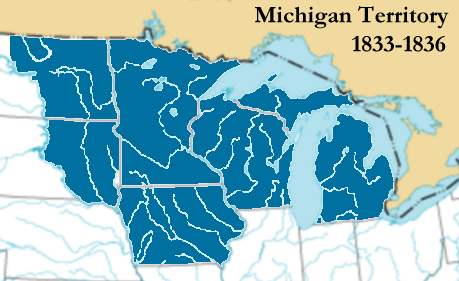
Le territoire dans sa plus grande extension en 1833.

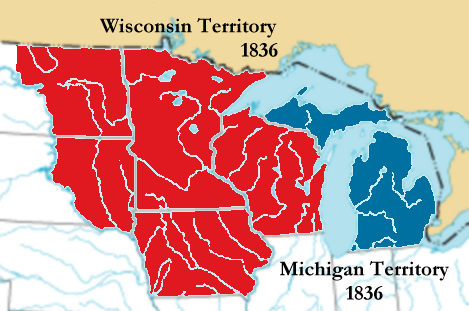
En 1836, le territoire est réduit à ce qui va devenir l'État du Michigan (bleu). Est créé le territoire du Wisconsin (rouge).

Le territoire du Michigan (en anglais : Michigan Territory) était un territoire non incorporé des États-Unis au début du XIXe siècle, entre le 30 juin 1805 et le 26 janvier 1837, lorsqu'il devint le Michigan, 26e État de l'Union.
Le territoire du Michigan fut institué par une loi votée par le Congrès des États-Unis le 11 janvier 1805, qui entra en vigueur le 30 juin de cette même année. La loi définissait le territoire comme « la totalité du territoire de l'Indiana, situé au nord d'une ligne tracée depuis l'extrême sud de la rive du lac Michigan, jusqu'à son intersection avec le lac Érié, et à l'est d'une ligne tracée depuis ladite rive à travers ledit lac jusqu'à son extrémité nord, et de là jusqu'à la frontière septentrionale des États-Unis ». Le premier gouverneur territorial en fut, William Hull. 
Auparavant, le territoire faisait partie de la Nouvelle-France et avait été brièvement reconquis par le Royaume-Uni lors de la guerre de 1812.